# Bernard Voorhoof
Bernard Voorhoof (Lier, 1910. május 10. – Lier, 1974. február 18.) belga válogatott labdarúgó.
A belga válogatott tagjaként részt vett az 1928. évi nyári olimpiai játékokon illetve az 1930-as, az 1934-es és az 1938-as világbajnokságon.

## Sikerei, díjai
Lierse SK
- Belga bajnok (2): 1931–32, 1941–42

## Külső hivatkozások
- Bernard Voorhoof a FIFA.com honlapján Archiválva 2015. február 5-i dátummal a Wayback Machine-ben